# Università della Danimarca Meridionale
L'Università della Danimarca Meridionale (in danese Syddansk Universitet, abbreviato in SDU) ha sedi situate nella Danimarca Meridionale e in Selandia. Offre numerosi programmi congiunti in collaborazione con l'Università di Flensburg e l'Università di Kiel. I contatti con le aziende regionali e la comunità scientifica internazionale sono solidi.
Con i suoi 29.674 studenti iscritti (nel 2016), l'università è sia la terza più grande della nazione e sia, date le sue radici in quel che era l'Università di Odense, la terza più antica università danese (quarta se si include l'Università Tecnica della Danimarca). Dall'introduzione dei sistemi di classificazione nel 2012, l'Università della Danimarca Meridionale si è classificata tra il 36° (2012), il 38° (2013), il 37° (2014) e il 44° (2015) al mondo dalla classifica Times Higher Education World University Rankings nella Top 100 Universities Under 50 List. È anche una delle 50 migliori università sotto i 50 anni secondo il QS World University Rankings dal 2012 al 2015.

## Campus

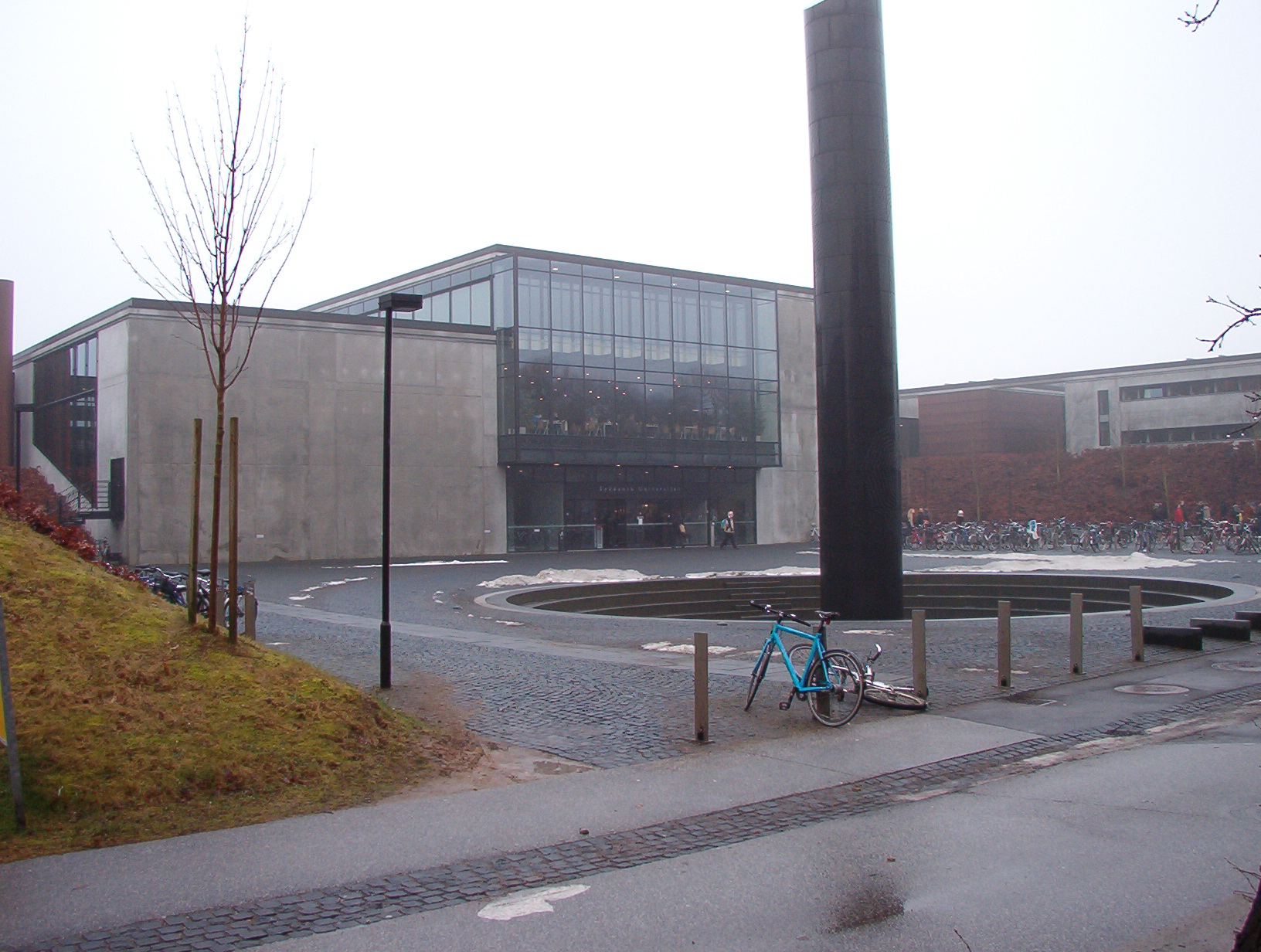
Il campus universitario di Odense, noto anche come Castello arrugginito

L'Università della Danimarca Meridionale ha sei campus, situati principalmente nella parte meridionale della Danimarca: il campus Odense sull'isola di Fionia, il campus Slagelse e il campus Copenaghen sull'isola di Selandia, nonché il campus Kolding, il campus Esbjerg e il campus Alsion a Sønderborg, tutti nella penisola dello Jutland.
Il campus di Slagelse verrà ufficialmente chiuso a partire dal 2027, in quanto l'università ha dichiarato di avere difficoltà a trovare un'altra istituzione interessata a subentrare in esso.
Gli edifici fisici della SDU coprono un'area di 272.554 m 2 (2007), una cifra che è aumentata rispetto ai 181.450 m 2 del 1999, quando è stata implementata la fusione dell'università.
Il campus universitario di Odense è considerato il campus principale dell'Università della Danimarca meridionale, sia per le sue dimensioni relative, sia perché lì ha sede l'amministrazione centrale dell'università. Essendo un esempio lampante di architettura funzionalista danese, il campus è stato soprannominato Rustenborg (che si può tradurre approssimativamente come Castello arrugginito ) da studenti e personale, perché è costruito con lastre di cemento grigio rivestite in acciaio corten, in uno dei primi utilizzi architettonici di tale materiale. La sua architettura ha dato origine anche ad altri soprannomi ed espressioni gergali tra studenti e personale. Ad esempio, il blocco amministrativo è chiamato Førerbunkeren (" Führerbunker "), in riferimento alle somiglianze architettoniche tra l'edificio universitario e un tipico edificio militare. La rivista degli studenti si chiama semplicemente Rust .